# Tiba - Katrin
Tiba - Katrin (tiếng Ả Rập: الطيبة كترين) là một ngôi làng Syria nằm ở Al-Janudiyah Nahiyah ở huyện Jisr al-Shughur, Idlib. Theo Cục Thống kê Trung ương Syria (CBS), Tiba - Katrin có dân số 324 người trong cuộc điều tra dân số năm 2004.